# Tour de l'Horloge (Saint-Fargeau)
Pour les articles homonymes, voir Tour de l'Horloge.
La tour de l'Horloge est un édifice fortifié situé sur la commune de Saint-Fargeau dans le département de l'Yonne, en France.

## Histoire
L'édifice est classé au titre des monuments historiques en 1923.